# マンスール・コルドバッチェ
マンスール・コルドバッチェ（Mansour Kordbacheh、1964年（昭和39年）2月20日 - ）は、イラン出身日本在住のアーティスト。

## 略歴
14歳より絵画を始め、イランの画家HOSSEN TONDKARに師事。
1988年来日。1994年より創作活動を再開する。
サロン・デ・ボザール展をはじめ二科展、東京都勤労者美術展、国際美術大賞展（準大賞）、新制作展、日展、日本選抜美術家協会展などに入選。東京都知事賞、優秀賞、企業賞賛賞ほか多数受賞。
風景を得意とするが人物画も研究しており、2000年白日会初入選を果たす。同年アジアからの提言「ASIAN ART」2001、駐日韓国文化院招請国際2001ARTFESTIVAL入選等、国際的にも活動を広げる。
2002年東京都勤労福祉協会や板橋区へ作品を寄贈。彫刻作品も発表している。 